# Булгат-Ирзу
Булгат-Ирзу (чечен. БулгӀат-Ирзе) — село в Ножай-Юртовском районе Чеченской Республики. Входит в состав Даттахского сельского поселения.

## География
Село расположено в междуречье рек Ямансу и Эхкечу, у подножья горы Чалгатыкорт, в 15 км к югу от районного центра — Ножай-Юрт и в 95 км к юго-востоку от города Грозный.
Ближайшие населённые пункты: на северо-востоке — сёла Даттах, на юго-западе — село Алхан-Хутор, на западе — село Стерч-Керч и на северо-западе — село Зандак-Ара.

## История
С 1944 по 1958 года, в период выселения чеченцев и упразднения ЧИ АССР, село носило название Ново-Мехельта, и было заселено аварцами из села Мехельта. После восстановления Чечено-Ингушской АССР, в 1958 году аварцы были переселены в хутор Ярмаркино, ныне село Новомехельта Новолакского района Дагестана, а селению возвращено его прежнее название — Булгат-Ирзу.

## Население
| 1990 | 2002 | 2010  |
| ---- | ---- | ----- |
| 640  | ↗977 | ↗1059 |

## Образование
- Булгат-Ирзуйская муниципальная средняя общеобразовательная школа[10].